# Iga vas
Iga vas je obcestno naselje ob cesti Stari trg pri Ložu - Babno Polje v južnem delu Loške doline, v občni Loška dolina. K naselju spada zaselek Siga ob istoimenskem potoku, pritoku Obrha. 
Njive so na višjem svetu, ob Obrhu pa so pogosto poplavljeni mokrotni travniki.

## Prebivalstvo
Etnična sestava 1991:
- Slovenci: 187 (94,9 %)
- Jugoslovani: 3 (1,5 %)
- Hrvati: 2 (1 %)
- Črnogorci: 1
- Neznano: 2 (1 %)
- Neopredeljeni: 2 (1 %)